# Galería Estense

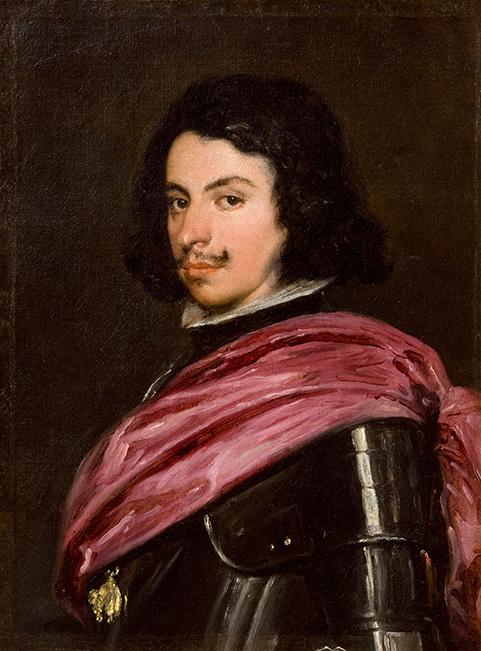
Retrato del duque Francisco I de Este, pintado por Velázquez.

La Galería Estense es el gran museo de bellas artes de Módena (Italia), heredero de las colecciones de los antiguos duques de la Casa de Este, que gobernaron durante el Renacimiento los ducados de Ferrara y Módena. Este museo tuvo su primera sede en el Palacio Ducal y fue trasladado en el siglo XIX a un sector del llamado Palacio de los Museos de la misma ciudad. Entre sus tesoros se cuenta el Tríptico de Módena, obra clave juvenil del Greco, y el Retrato del duque Francisco I de Velázquez.

## Descripción
La Galería Estense consta de dieciséis salas de exposición con cuatro grandes salones dispuestos temáticamente. La colección alberga una ecléctica gama de obras ejecutadas por artistas locales y otros más notables. Aunque en su mayor parte se centró en pintores italianos, también incluye un número modesto de obras de arte flamencas, alemanas y francesas (taller de Jan van Eyck, Albrecht Bouts, Charles Le Brun), así como ejemplos no occidentales de Sierra Leona y Persia.
Entre los objetos decorativos destacables destaca la manierista "Arpa Estense", un instrumento musical poco común donde los 148 cm del arpa doble fueron decorados completamente a mano gracias a la colaboración de cinco artistas ferraresees y flamencos: Giacometti, Marescotti, Bastarolo, Rosselli y Lamberti. No es de extrañar entonces que apareciera reproducida en los billetes de 1000 liras italianos junto a la efigie del compositor Giuseppe Verdi entre 1961 a 1981. La galería también alberga una Virgen con el Niño y un Telamón del escultor modenés Wiligelmo, un belén de coral del siglo XVIII y un bodegón tallado en madera que celebra la ascensión de Jaime II de Inglaterra.

## Historia de la colección

### Ferrara y los Este
Ferrara fue cuna de un gran apogeo cultural en la época del Renacimiento. Los duques de Este tuvieron una de las cortes más famosas de Europa, que acogió a artistas como Piero della Francesca, Rogier van der Weyden y Tiziano, y a literatos como Ariosto y Torcuato Tasso. A partir de 1452, los Este gobernaron simultáneamente Ferrara y Módena, hasta que en 1598 perdieron la primera.

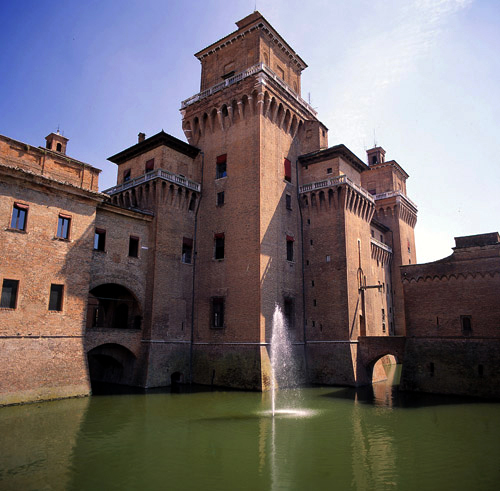
Castillo de los Este en Ferrara, donde los Este tuvieron el grueso de sus colecciones hasta que lo desalojaron a finales del.

Todos los Este, sobre todo mientras gobernaron Ferrara, cuidaron las colecciones de arte reunidas en el Castillo ducal. El cardenal Hipólito II de Este poseyó además la famosa Villa de Este en Tívoli. Junto a las pinturas, los duques coleccionaban estatuas, bronces, cerámicas, camafeos, medallas, monedas... No es posible calcular con exactitud la riqueza de tales colecciones, por los robos y alteraciones que sufrieron, pero baste señalar que subsisten 300 monedas de oro de época antigua y medieval; un inventario del siglo XVI las cuenta por miles. Aparte de encargar nuevas obras de arte, los duques examinaban ofertas de obras antiguas que les pudiesen interesar. Para no pagar en exceso, no se involucraban directamente en las compras y recurrían a intermediarios.

### El duque César I
Los duques de Este se trasladaron a Módena en 1598, cuando el gobierno de Ferrara pasó a manos de la Santa Sede. El duque César I se llevó consigo la mayor parte de las colecciones, y así numerosas cajas llenas de obras llegaron a Módena; pero no todas. Al marchar de Ferrara, el duque encomendó a sus funcionarios la custodia de las obras que quedaban por transportar, y entonces se produjo una grave pérdida: el cardenal Pietro Aldobrandini, sobrino del papa Clemente VIII y comandante de las tropas papales, se apropió de famosos cuadros de Giovanni Bellini (El festín de los dioses, National Gallery de Washington), Tiziano (La Bacanal, Ofrenda a Venus y Baco y Ariadna) y Dosso Dossi, que habían decorado el Camerino de Alabastro del Castillo de los Este. De los cuadros de Tiziano, los dos primeros están ahora en el Museo del Prado y el tercero en la National Gallery de Londres.
Por lo demás, César I no era tan aficionado al arte como sus antepasados, y no dudó en donar obras a algunos poderosos, como el cardenal Borghese y el emperador de Austria.

### El duque Francisco I
Sucedió a Alfonso III, y aunque intentó recuperar Ferrara, quiso recrear en Módena la atmósfera artística de aquella ciudad, si bien carecía del poder y las influencias del pasado. Con este fin, encargó un Palacio Ducal imponente a Luigi Bartolomeo Avanzini, tras un intento fallido de contratar a Bernini, quien estaba ocupado con los encargos papales en Roma. Avanzini es conocido por su proyecto para el Palacio Ducal de Sassuolo, edificio que fue decorado al fresco por el francés Boulanger.
Fue en su viaje diplomático a Madrid (1638) cuando Francisco I fue retratado por Velázquez, luciendo banda carmesí sobre una coraza y con expresión algo petulante. Este cuadro fue sustraído recientemente, pero se pudo recuperar. Otro retrato que le pintó Rubens se conserva actualmente en Dresde. Bernini le hizo también un busto de mármol, que al igual que el cuadro de Velázquez, sí se conserva en la Galería Estense. 
Francisco I sumó además obras de Veronés, Salvatore Rosa, Hans Holbein el Joven y un busto de mármol de su amante Costanza hecho igualmente por Bernini. 
Este duque inició además la costumbre, seguida por sus sucesores, de apropiarse de cuadros de iglesias y monasterios del ducado, sustituyéndolos por copias aunque los sacerdotes se opusiesen. Así llegaron al Palacio Ducal los cuadros de Correggio, Cima da Conegliano y Parmigianino.

### Los sucesores de Francisco I (siglosXVIIyXVIII)
El hijo de Francisco I, Alfonso IV, abrió la Galería al público, si bien su viuda, Laura Martinozzi, sobrina del cardenal Mazzarino, aportó poco a la institución pues prefirió centrarse en construir iglesias y conventos. Su hijo Francisco II, y luego Rinaldo I, tampoco aportaron mucho a la Galería.
Una gravísima pérdida se produjo durante la etapa de Francisco III. Aunque promovió notables reformas urbanísticas, su legado en el ámbito cultural se considera desastroso para Módena pues optó por vender muchas de las obras maestras de la pinacoteca ducal debido a apuros económicos. Por la elevada suma de 100.000 cequís venecianos (moneda de oro de la época), vendió a Augusto III, rey de Polonia y Príncipe elector de Sajonia, obras de gran valor que partieron hacia Dresde en julio de 1746: Correggio (La Adoración de los pastores apodada La Notte), Andrea del Sarto, Velázquez (Retrato de Juan Mateos), Hans Holbein el Joven, Rubens, Veronés, Tiziano, Caravaggio, Guercino, Guido Reni, Giorgione (La Venus dormida), Durero, Ribera y muchos otros. Actualmente permanecen en la gran pinacoteca de dicha ciudad, la Gemäldegalerie Alte Meister.
Como de costumbre, los huecos causados por la venta se cubrieron expoliando iglesias de la zona; incluso se arrancaron pinturas murales de Nicolò dell'Abate.

### De Napoleón hasta hoy
Como ocurrió en otras regiones de Italia, Napoleón ocupó el ducado y la familia gobernante tuvo que exiliarse. Por deseo del emperador, el Armisticio de Cherasco determinó que veinte cuadros del Palacio Ducal se enviasen a París, y la emperatriz, Josefina de Beauharnais, pidió ver la colección de camafeos y gemas preciosas, y se quedó con 200 piezas. Exiliado en Treviso, el duque Ercole III vendió algunas piezas que se había llevado consigo, pero también intentó paliar el expolio napoleónico. 
Tras la derrota de Napoleón, el linaje ducal se reinstaura en Módena. El duque Francisco IV sigue sumando a la Galería las obras que obtiene de las iglesias del ducado, y su hijo Francisco V la reabre al público.
La historia del ducado como tal finaliza en 1859, cuando Módena y Reggio Emilia se incluyen en la unificación de Italia. Francisco V marcha de la ciudad con algunos pequeños cuadros y libros valiosos, como la Biblia miniada de Borso de Este, que sería recuperada y devuelta tras la I Guerra Mundial gracias al senador Treccani, que la compró en una subasta. En esta transición política, se descubrieron algunas pérdidas y robos.
En 1879, el palacio Ducal pasa a ser sede de la Academia Militar, y las colecciones son llevadas al edificio del siglo XVIII hoy llamado Palacio de los Museos, donde la Galería convive con otros museos: Museo Lapidario, Museo Cívico, Biblioteca Nacional Estense... En la Biblioteca se custodia la mencionada Biblia miniada.
La Galería ha sido sometida a diversas modernizaciones, la última de ellas muy reciente: durante un cierre de varios meses, se instaló un sistema de climatización y de iluminación, se reordenaron las colecciones según nuevos criterios y se reforzó el papel didáctico. La reapertura tuvo lugar el 3 de diciembre de 2006.

## Contenido

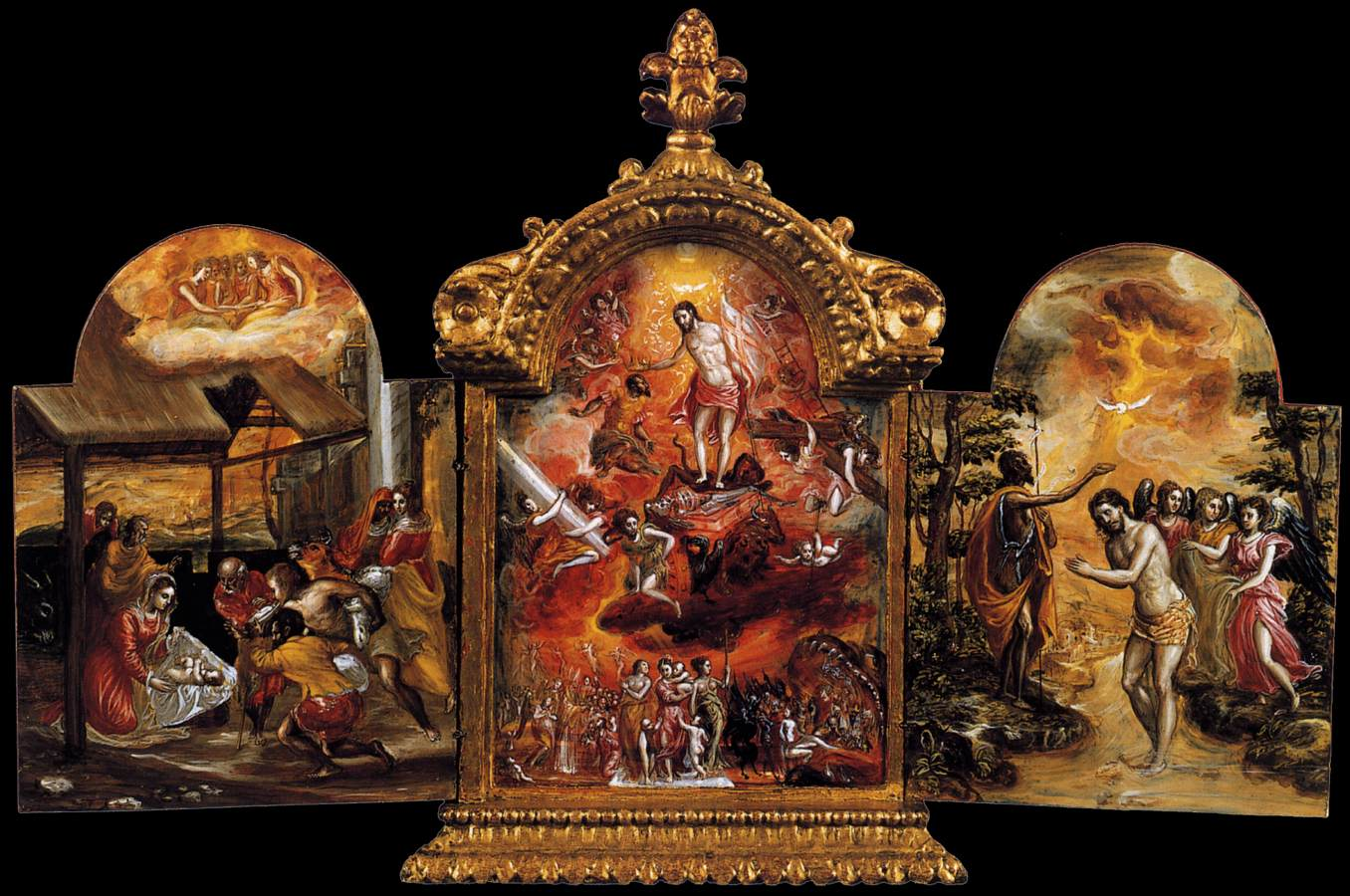
Tríptico de Módena, obra juvenil de El Greco.

La Galería se abre con una serie de bustos del Renacimiento y del siglo XVII, de mármol y de bronce. En una vitrina se muestra el Vaso Gonzaga de bronce, hecho para el duque de Mantua por el escultor Pier Jacopo Alari Bonacolsi, apodado «l'Antico». Al fondo del primer tramo de salas se exhibe el busto de mármol blanco de Francisco I, esculpido por Bernini y que mide casi un metro de alto; es una obra de extraordinario valor.
Entre otros objetos singulares, se halla la célebre Arpa Estense, que fue reproducida en los billetes de mil liras hasta la implantación del euro. Se exhibe en una urna con un palio de altar del XVII, hecho en piedras duras y con cuadros de flores en pergamino pintados por Jean de la Roque. El Arpa Estense es un instrumento musical de 130 cm., rarísimo ejemplo del siglo XVI, ornamentado por entero con damasquinados. 
A pesar de las múltiples pérdidas y de la venta del amplio lote enviado a Dresde, no faltan las obras de grandes artistas, muchos ya citados; varias se han sumado en fecha relativamente reciente. Caso singular es La Perla de Módena: una efigie de la Virgen María, que se guardaba almacenada por considerarse una copia, y que ahora se cree pintada por Rafael Sanzio y preparatoria para el famoso cuadro La Perla del Museo del Prado.
Los más notables son:
- Barnaba da Modena (1325-1383)
- Agnolo y Bartolomeo degli Erri (activos a partir de 1460)
- Cima da Conegliano
- Cosimo Tura
- Rafael Sanzio (La Perla de Módena; atribuido)
- Correggio (La Madonna Campori)
- Dosso Dossi
- Battista Dossi (Retrato de Alfonso I de Este, h. 1530)
- Nicolò dell'Abate
- Rosalba Carriera
- Velázquez (Retrato de Francisco I de Este)
- El Greco (Tríptico de Módena, su obra maestra juvenil)
- Rubens
- Tintoretto (ocho pinturas de techo, de formato octogonal, sobre Las Metamorfosis de Ovidio; entre ellas Apolo y Dafne, Deucalión y Pirra, La caída de Faetón)
- Veronés
- Jacopo Bassano
- Guido Reni
- Ludovico Carracci
- Guercino (Crucifixión de san Pedro; Marte, Venus y Cupido)
- Salvator Rosa

y algunos pintores flamencos, de la región de Emilia y otros seguidores de Caravaggio.

## Galería de obras

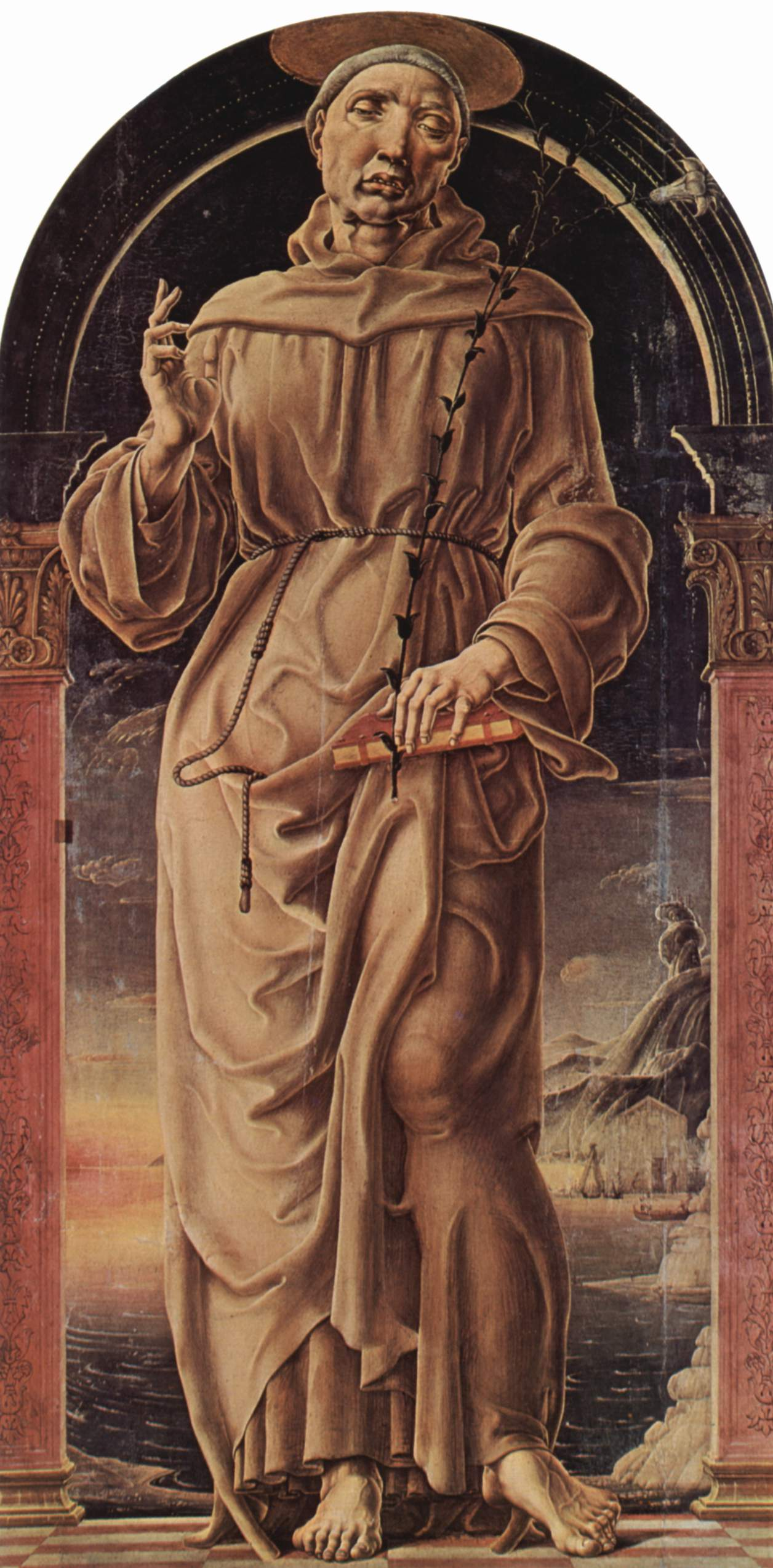
Cosme Tura, San Antonio de Padua
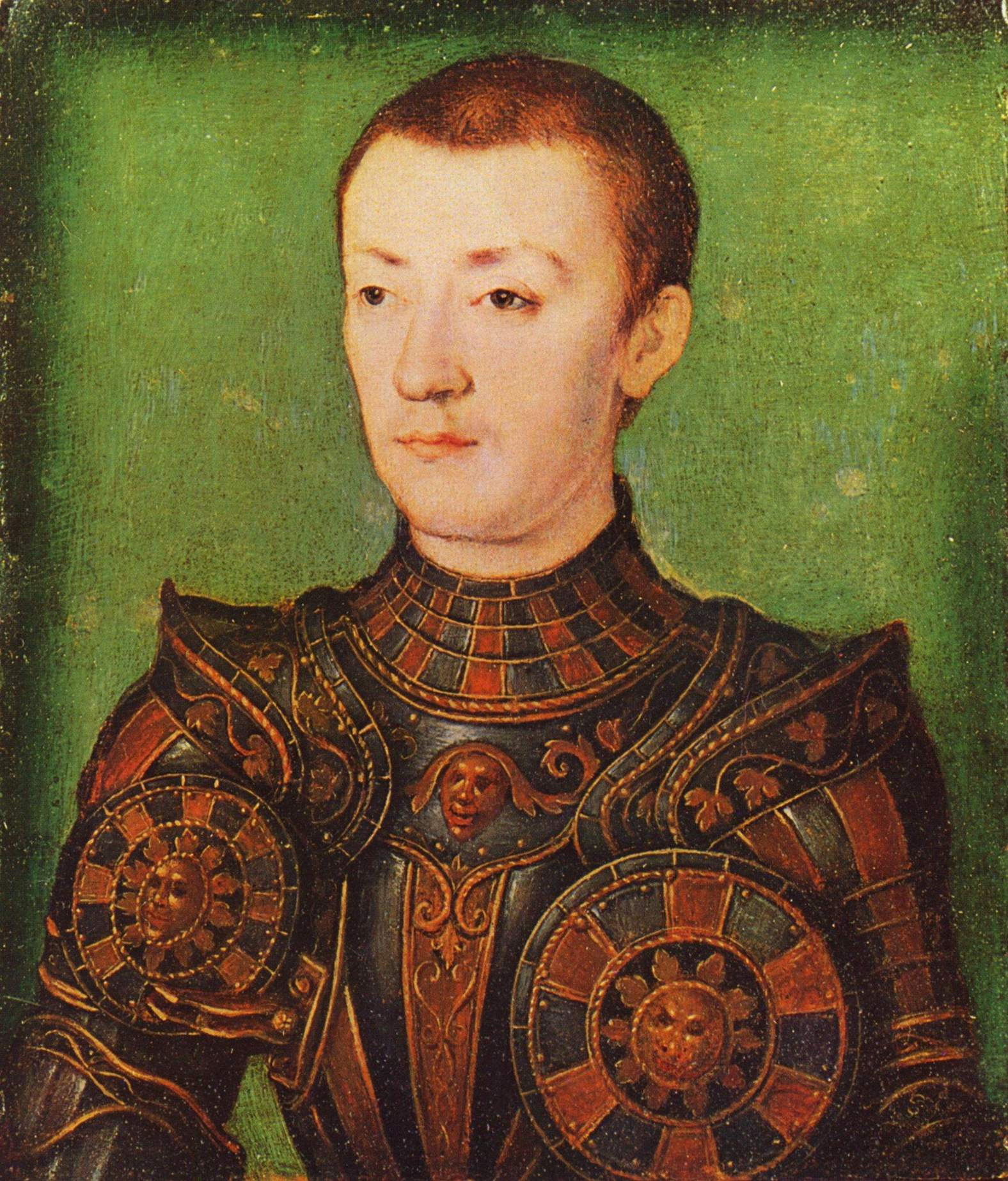
Corneille de Lyon, Retrato de François, delfín de Francia
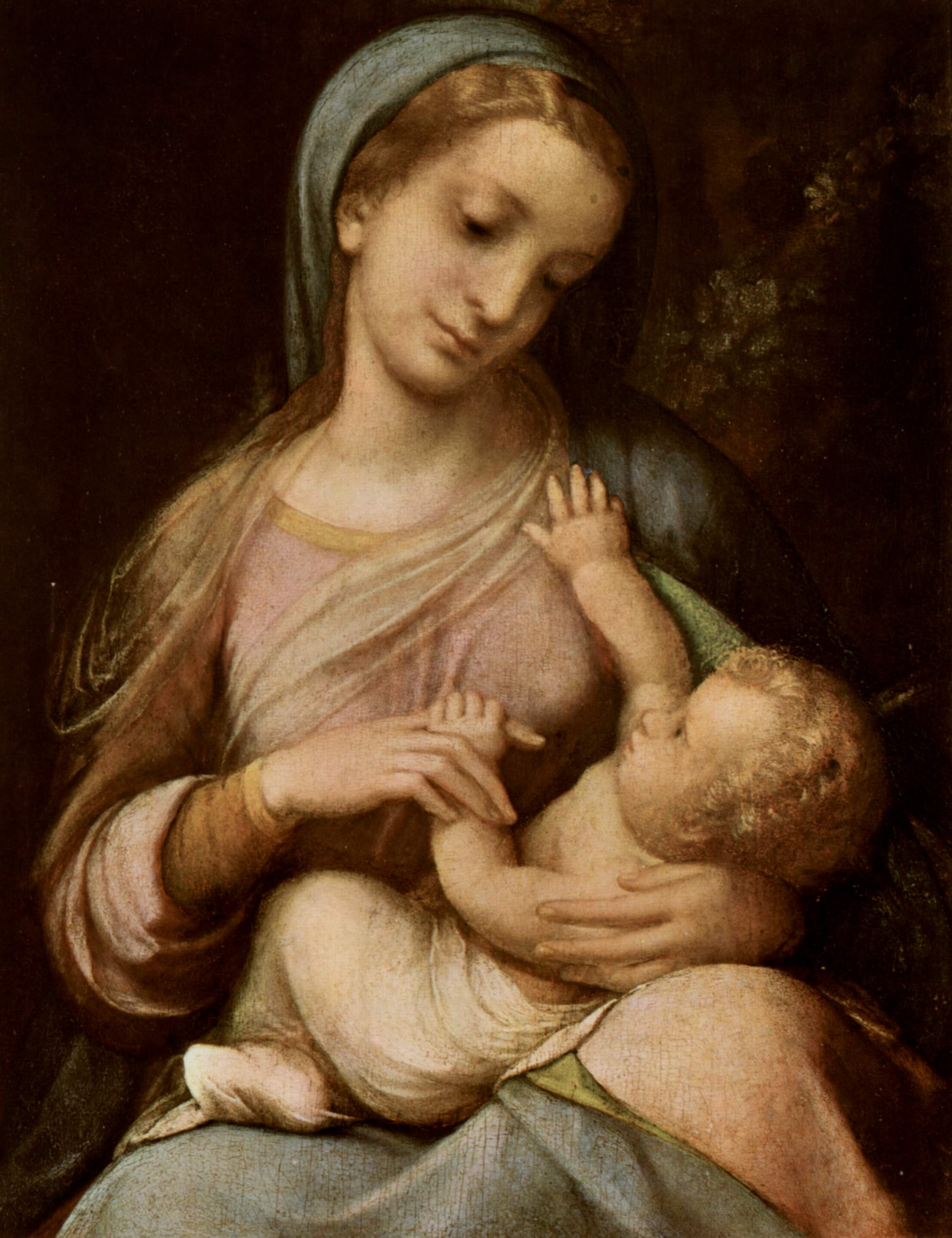
Correggio, La Virgen con el Niño (La Madonna Campori)
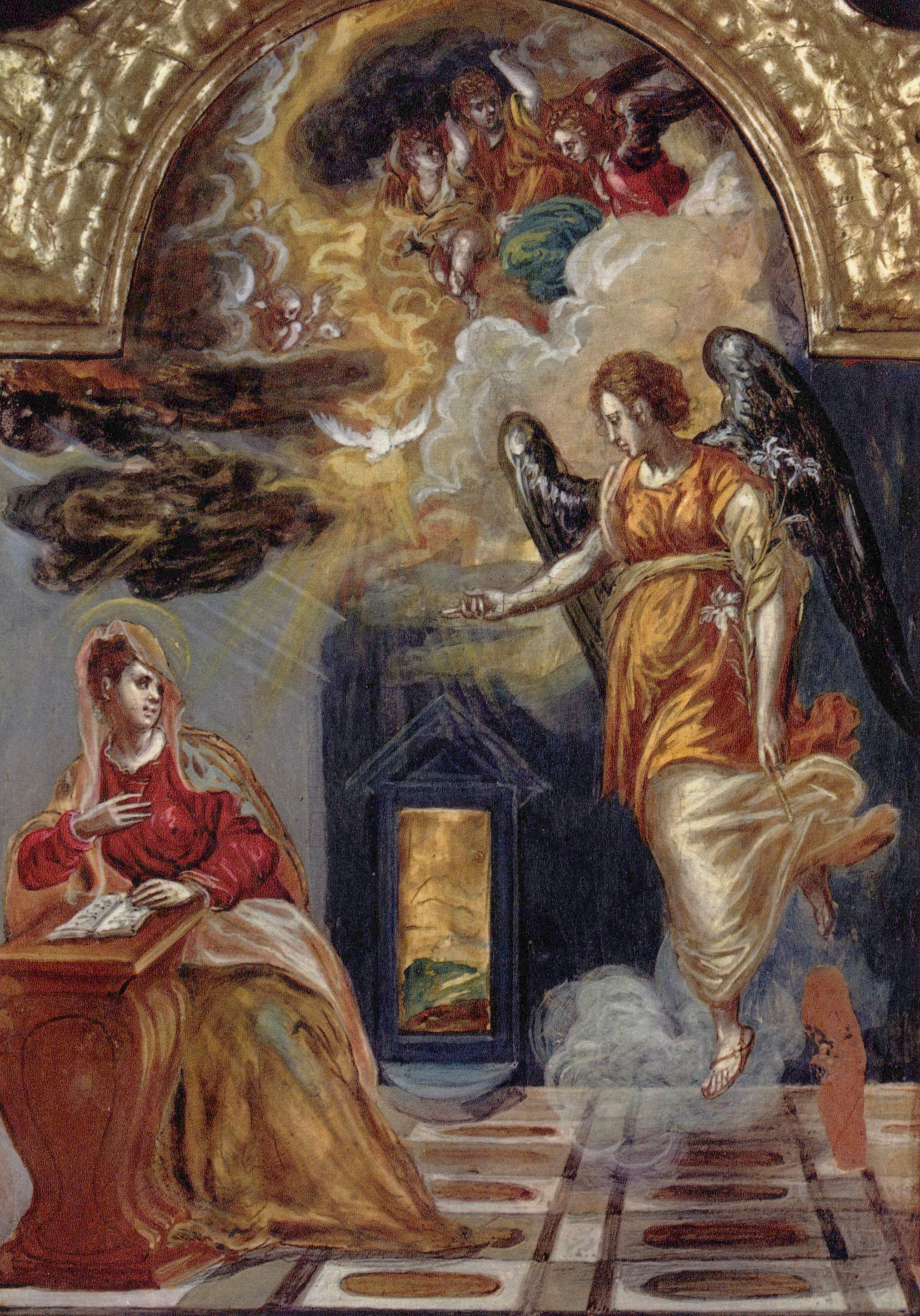
El Greco, La Anunciación (del Tríptico de Módena)
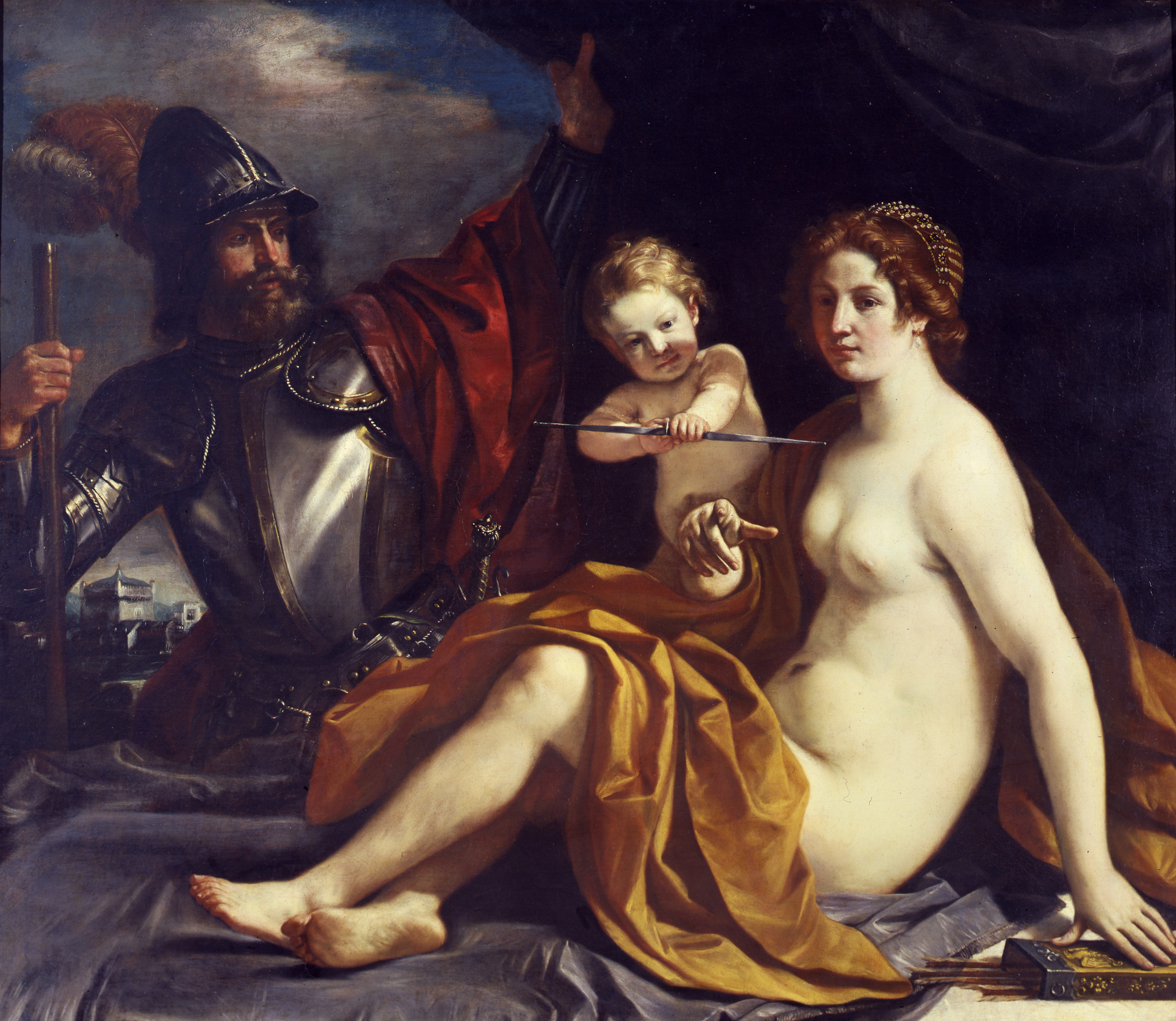
Guercino, Marte, Venus y Cupido
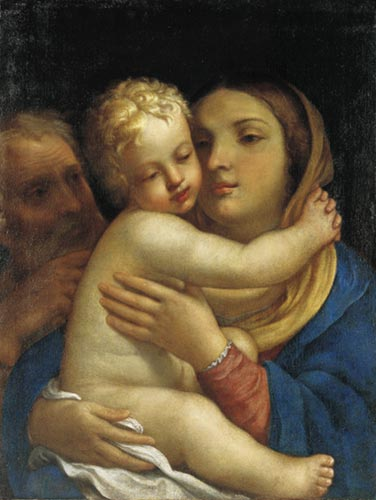
Ludovico Lana, Sagrada Familia
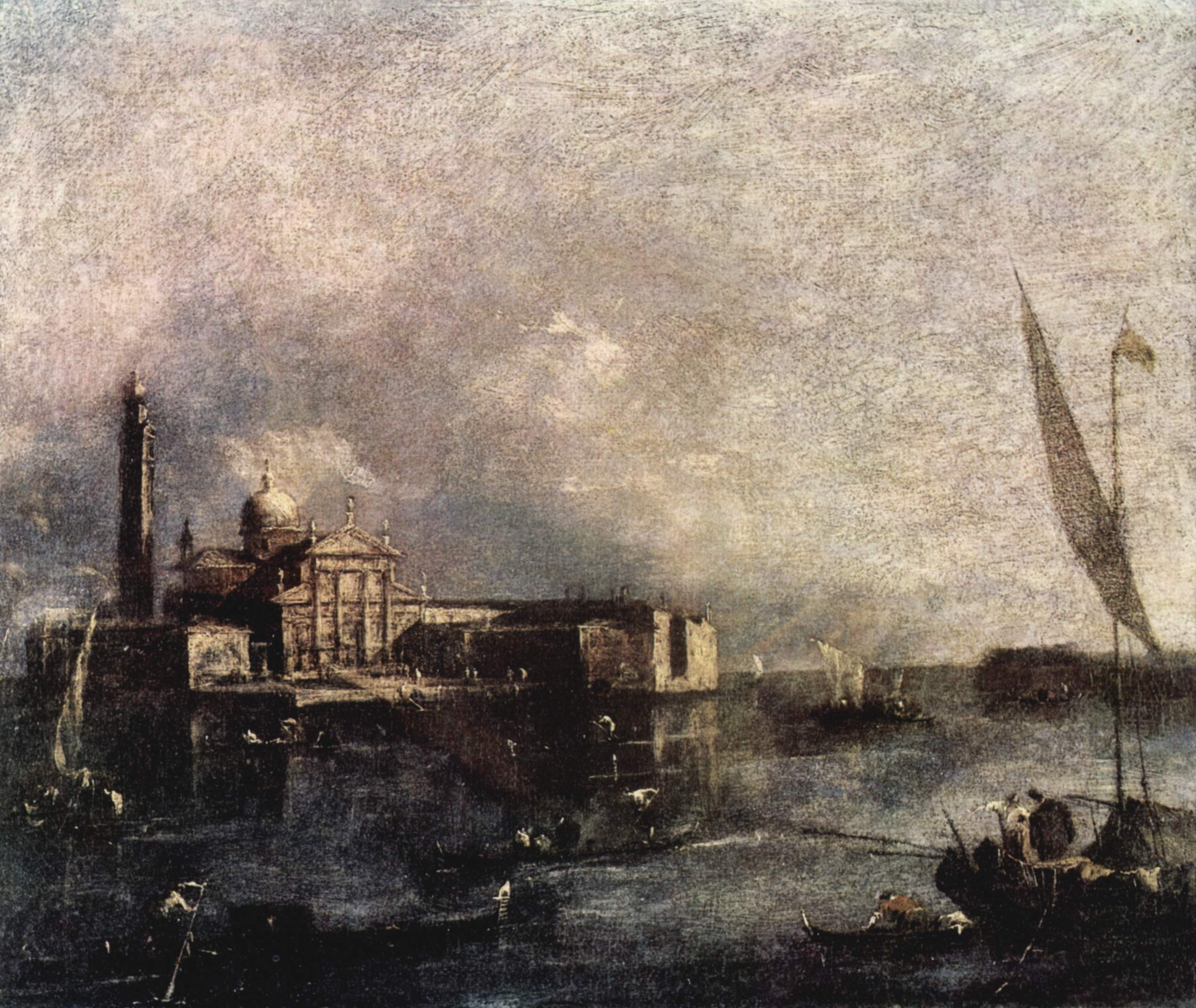
Francesco Guardi, Vista de Venecia